# جنوب اکور
جنوب اکور (به لاتین: Akure South) یک سکونتگاه مسکونی در نیجریه است که در ایالت اوندو واقع شده‌است.